# ケルビン・クァン
ケルビン・クァン（關楚耀、Kelvin Kwan、1983年3月24日-）は、カナダ出身の香港男性歌手である。
ユニバーサルミュージック所属。歌手の泰迪羅賓（テディ・ロビン）は伯父にあたり、歌手の張敬軒（ヒンス・チョン）は義理の兄にあたる。

## 人物・経歴
譚詠麟のプロデュースなどを手掛け、香港宝麗金（香港ポリグラム）の高層幹部として知られる関維麟を父に持つ。デビューした2006年には、男性歌手はケルビンしかデビューしなかったので、メディアの支持もあり、2006年の最も成功した男性新人歌手となった。

### スキャンダル
2009年2月24日、東京都渋谷区の量販店で、歌手の衛詩（ジル・ビダル）と買い物をしていた最中に大麻成分を含むタバコを所持していたとして、大麻取締法違反（所持）の現行犯で逮捕。
供述によると香港から持参したものであったという。
結果としては不起訴処分に終わったものの、香港に帰った後、4月2日に記者会見を開き、正式に謝罪したのち、しばらくは芸能活動をしないことを発表した。

## 音楽作品

### アルバム
- 2006年：『Kelvin Kwan』
- 2006年：『Kelvin Kwan 2nd Edition』
- 2007年：『你當我什麼』
- 2008年：『Hello...My Name Is』

### 参加アルバム
- 2007年：『Love07情歌集 楽壇奨門人(zh)』

## 出演作品

### 映画
- 2007年：『魔術男』 - マイケル 役（ゲスト）
- 2008年：『親愛的』 - 勇（程緯） 役
- 2008年：『絶代双驕』 - 家明 役

## ソース
1. ↑  『モデル界に広がる麻薬汚染、トップモデルが実情激白―香港』 2009年3月7日 ライブドア
2. ↑  『「日本めっちゃヤバイ」渋谷で大麻所持のイケメン歌手激白―香港』 2009年3月5日 レコードチャイナ